# Книга Букв

Типографская литера

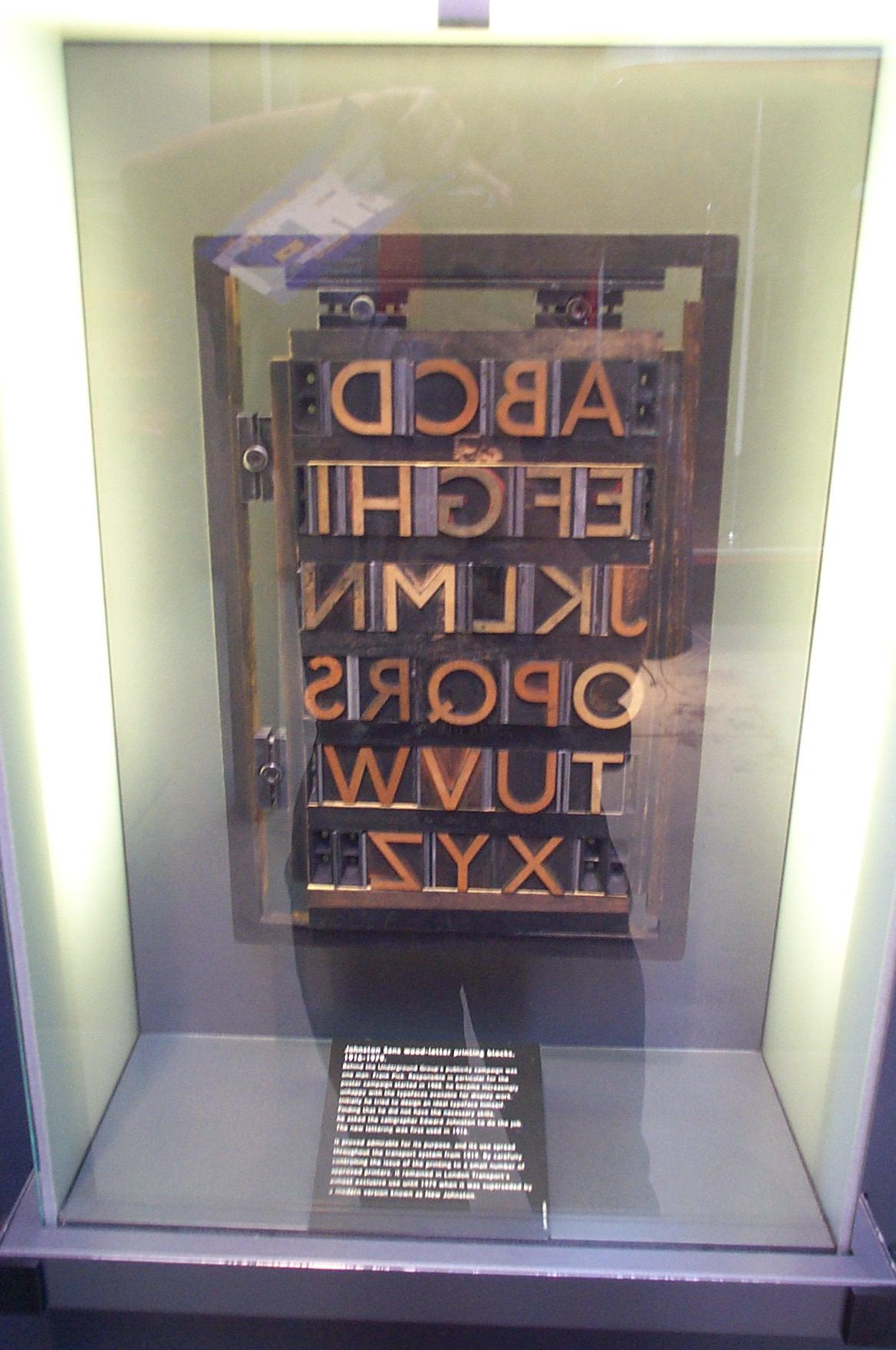
Печатное клише с литерами в Лондонском музее

«Кни́га Букв» — проект конструкции на стыке областей декоративно-прикладного искусства, графического дизайна и литературы, направленный на организацию образного материала — отслуживших свой век типографских литер, — в самостоятельную художественную ценность путём создания из литер объёмных композиций, наделённых собственным текстом. Авторы проекта — дизайнер Максим Гурбатов и искусствовед Анна Чайковская.

## История типографских литер
Подвижные литеры, как принято считать, изобретены Иоганном Гутенбергом около 1450 года. Результатом изобретения литер, освоения наборных и печатных процессов явилось книгопечатание. На смену рукописной и дорогой книге, доступной очень узкому кругу людей, пришла книга доступная массовому читателю. Началась первая информационная революция. Все последующие достижения европейской цивилизации, все социальные и промышленные революции были в большой степени следствием удешевления печатного слова и ускорением распространения информации.
Литеры для набора текста - книжного и газетного - изготавливались из свинцового сплава. Литеры для плакатов и афиш, так называемые "крупнокегельные литеры", для облегчения работы типографам, изготавливались из дерева.

Вот что говорят о расцвете и закате литер авторы проекта:
Однажды нам встретились литеры. Они лежали на пыльном асфальте возле ворот, ведущих во двор типографии. Очень большие, размером с ладонь и толщиной с хороший путеводитель. Случайно найти десяток старых деревянных литер — всё равно что стать обладателем карты, ведущей к острову сокровищ. Началась охота за литерами. Сразу выяснилось, что в Москве их уже нет. Привезли попутным грузовиком из Архангельска, из типографии газеты «Правда Севера», шесть мешков литер. Мы успели собрать несколько тысяч деревянных литер в тот самый момент, когда внезапно прервалась их пятисотлетняя история. На рубеже ХХ и XXI веков все типографии разом перешли на компьютерный набор текста, и литеры оказались не у дел. Примерно как амфоры и ойнохойи в эпоху пластиковой упаковки.

## Использование литер в искусстве
Из литер собраны трёхмерные «hand made»-объекты (арт-объекты). К каждому объекту придумывается текст, наделяющий его возможностью как бы сказать своё «последнее слово». Подобно тому, что каждая литера — и знак письменности, и физическое тело, так и в «Книге Букв» каждый объект одновременно и текст, и живопись.
Проект «Книга Букв» сам по себе трёхмерен. По одному направлению его можно назвать чисто дизайнерским – эстетика созерцания шрифта и игры с литерами относят его к жанру графического дизайна. По другому направлению проект самостоятельно выходит в объём и становится скульптурным. По третьему — возникает восприятие текста, «последнего слова». Сочетание дизайнерско-скульптурно-литературных составляющих и является сутью проекта «Книги Букв».

## Поиск и систематизация литер

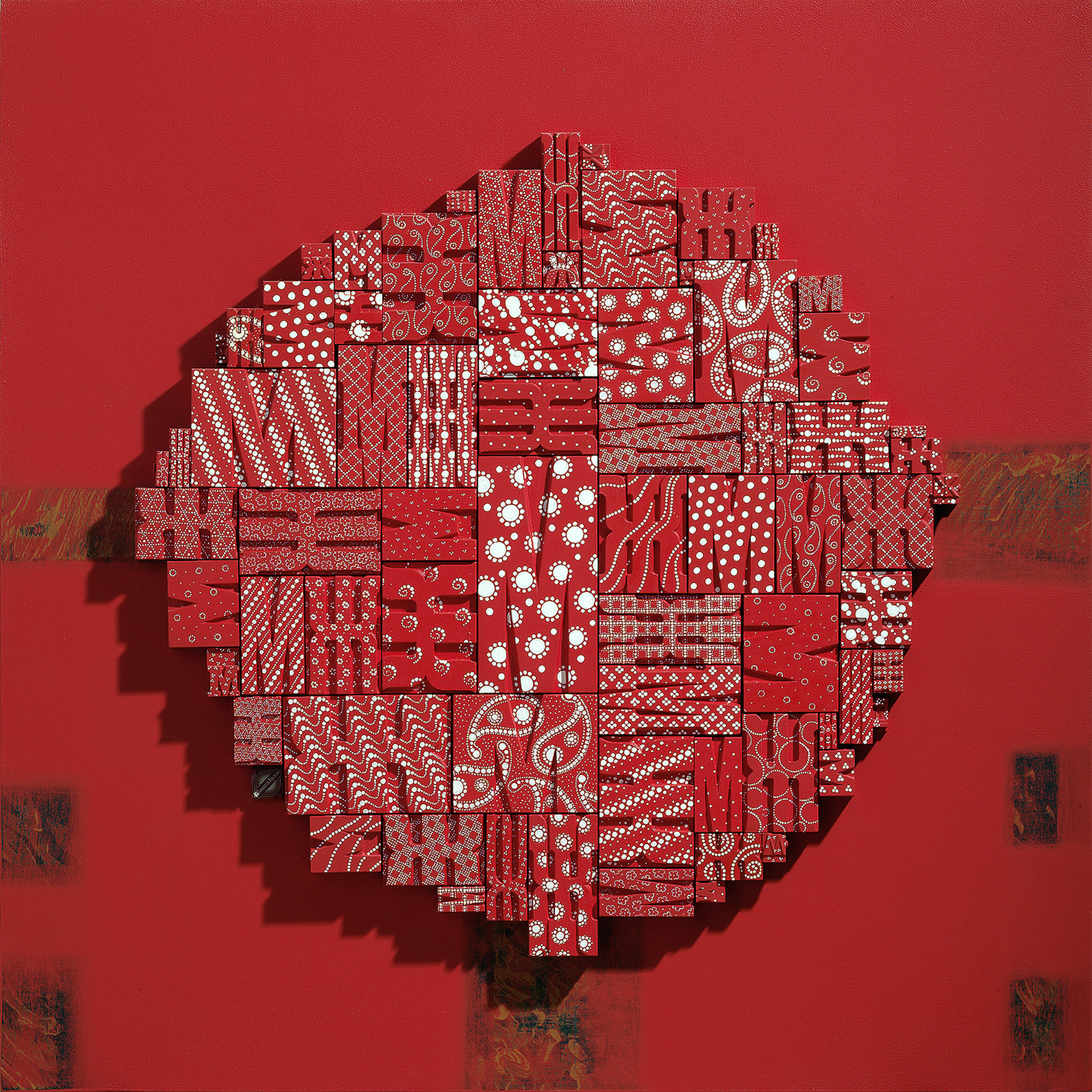
Книга Букв. "МЖ: женская версия". 2009. Дерево, гарт, латунь. Акрил, эмаль. 84 × 84 × 5.

Поиск всё реже встречающихся типографских литер привносит отдельную поисково-экспедиционную составляющую в процесс создания новых композиций. Почти каждая литера обретает историю своего появления, становится самостоятельной ценностью и объектом коллекционирования.
Например, в 2005 году в Москве во дворе старой типографии были найдены несколько выброшенных деревянных крупнокегельных литер. Автры проекта подобрали их и привели в достойный для нового использования вид. Постепенно это превратилось в особый вид коллекционирования. Аналогия с нумизматикой вполне уместна, так как и старые монеты, и литеры имеют свои опознавательные знаки. Можно, например, найти клеймо словолитни известного немецкого мастера Осипа Лемана, которая действовала в Петербурге в XIX веке. 
Старые литеры тщательно вырезались из хорошего дерева и потому прекрасно сохранились. К ним относились очень трепетно из-за высокой стоимости литер, после применения в печати всегда мыли от краски, аккуратно раскладывали в реал-кассы. Литеры советских типографий по качеству очень уступают произведённым в XIX веке, они часто грубо вырезаны не из самого качественного материала, рисунки шрифтов, в основном, - узкие гротески. Типографские литеры делались из разных материалов (дерево, металл, пластик), но все крупнокегельные литеры - деревянные. Это определило технологию всего процесса создания скульптурных композиций из литер.

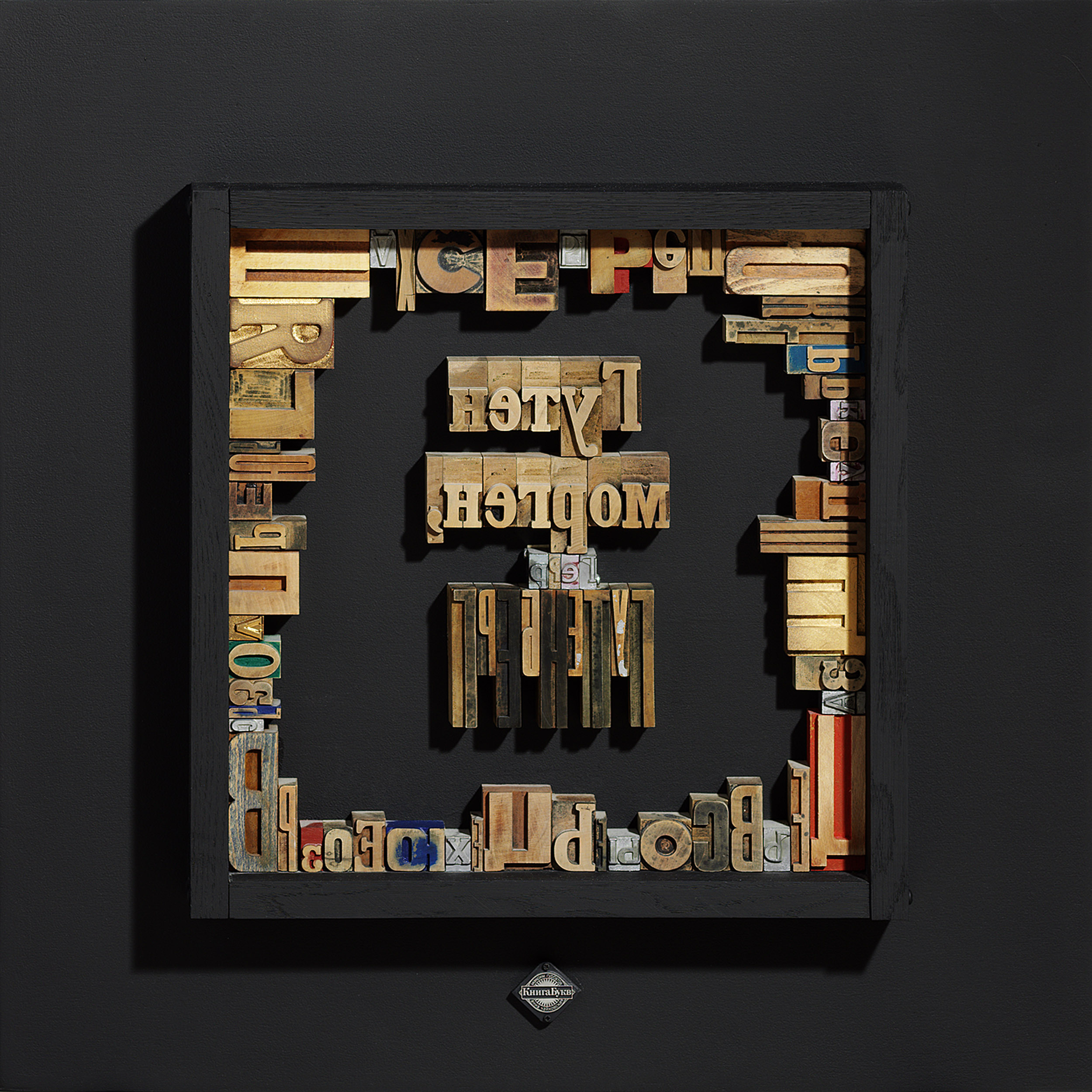
Книга Букв. "Гуттен морррген, герр Гутттенберг!". 2008. Дерево, гарт. Акрил, эмаль. 57 × 57 × 5. Частная коллекция.

## Буквы и тексты
Дуализм литер заключается в том, что из-за их двойственной природы — а они одновременно и графемы, и физические тела, — получаются объекты визуального восприятия текста. Иногда тексты следуют за созданной трёхмерной композицией, иногда наоборот, но чаще этот процесс идёт параллельно.
Вот как «звучит» объёмная композиция «Гутен морген герр Гутенберг», посвящённая первопечатнику:

А утром Йоханну было худо. Литеры мельтешили перед глазами и не давали сосредоточиться: прописные лезли в глаза, егозили, настырно цеплялись засечками за манжеты, строчные сигали по столу как блохи, а большая V растопыривала рога сверх всякой меры и всё норовила поддеть изобретателя штамбами. Отмахнулся от настырной твари, чертыхнулся по-баварски. Вытряхнув из стоптанного сапога горсть сцепившихся выносными элементами строчных. Проверил, не закопались ли особо назойливые в складках носового платка. Брезгливо выковырял парочку диакритических знаков из левого уха. Смахнул, не глядя, с воротника какую-то мелкокегельную сволочь. Нашарил под кроватью бутыль со спиритусом. Отхлебнул. Закрыл глаза.

Вспомнилось, как алхимик предупреждал, что от употребления спирита люди забывают о Боге и Императоре, у них отрастают рога и стекленеют веки. Открыл глаза: тихо. Литеры улеглись в кассы, потолок встал на место. Вздохнул и побрёл вниз на встречу с купцом из Макленбурга, что должен был принести задаток за партию зеркал. Как всегда, опоздал. Заказчик, сытый и бодрый, с утра благоухающий рейнским, уже сидел в кресле. Заметив типографа, растянул, язва, в улыбке жирные губы, кивнул снисходительно и, чуть растягивая слова, произнёс: – Гуттен морррген, герр Гутттенберг!— Журнал [кАк)

## Выставки, пресса
- Авдиенко, Евгений. Второе пришествие каллиграфа. Форум. Литературная газета. Выпуск № 5 (6310) (9 февраля 2011). — «В Москве прошла очередная выставка «Уникальная книга». Целью её по-прежнему было заявлено представление книги как произведения искусства, если угодно – арт-объекта, как внешне в смысле переплёта, так и внутренне – в том, что касается шрифтов и иллюстраций.» Дата обращения: 16 августа 2014. Архивировано из оригинала 16 августа 2014 года.
- Книга БУКВ. Выставка. ARTiDELO (16 февраля 2011). — «Заточка засечек. Ангелы Маузера. Литерный оракул. Азъ есмь. Ловушка для снов о деньгах и ловушка для снов о полете. Тетраграмматон цыганский. МЖ – мужская и женская версии.» Дата обращения: 19 августа 2014. Архивировано 16 августа 2014 года.
- Мойст, Велимир. Максим Гурбатов и Анна Чайковская. Книга букв. Афиша. Газета.Ru (19 февраля 2011). Дата обращения: 16 августа 2014. Архивировано 19 февраля 2011 года.
- Чайковская, Анна. Открытие выставки проекта Книга_Букв. Музеи и выставки Будапешта. Наши Венгерята (8 мая 2012). Дата обращения: 16 августа 2014. Архивировано 16 августа 2014 года.
- Палоши, Ильдико. В Будапеште в третий раз прошли университетские Дни русистики. Будапештский русский центр (21 мая 2012). — «Книга_Букв не относится ни к одному из традиционных искусств, но собирает их всех вместе.» Дата обращения: 16 августа 2014. Архивировано 16 августа 2014 года.
- Вебинар ко Дню славянской письменности и культуры в Русских центрах Будапешта и Дрездена. Русское поле (2 июня 2013). — «Художники Анна Чайковская и Максим Гурбатов из Будапешта представили доклад «Славянская письменность в изобразительном искусстве постмодерна». Их заинтересовал процесс глобального вытеснения господствовавшего более пятисот лет литого либо резного типографского шрифта компьютерной версткой. Таким образом, типографские литеры, по их мнению, превращаются в объект искусства.» Дата обращения: 16 августа 2014. Архивировано 16 августа 2014 года.
- Это вы, ангелы, сказали «Фффу?» 2007, дерево, акрил, эмаль, 73х68х5. Aesthetoscope № 6 (95) (16 марта 2013). Дата обращения: 16 августа 2014. Архивировано 16 августа 2014 года.
- Азъ и Я. 2010, дерево, акрил, эмаль, 87,5х57,5х5. Aesthetoscope № 7 (96) (1 апреля 2013). Дата обращения: 16 августа 2014. Архивировано 16 августа 2014 года.
- Цирк братьев Шапиро. Укротительница змеев Аврора Севильская. 2008, дерево, акрил, эмаль, 152х74х5. Aesthetoscope № 8 (97) (16 апреля 2013). Дата обращения: 16 августа 2014. Архивировано 16 августа 2014 года.
- Большой литерный оракул. 2010, дерево, сталь, латунь, хлопковые и джутовые нити, акрил, эмаль, 116х110х8. Aesthetoscope № 9 (98) (1 мая 2013). Дата обращения: 16 августа 2014. Архивировано 16 августа 2014 года.
- МЖ: женская версия. 2009, дерево, гарт, акрил, эмаль, 84х84х5. Aesthetoscope № 10 (99) (16 мая 2013). Дата обращения: 16 августа 2014. Архивировано 16 августа 2014 года.